# Dorogi FC
El Dorogi FC es un club de fútbol de Hungría de la localidad de Dorog. El club fue fundado en 1914 y disputa sus partidos como local en el Buzánszky Jenő Stadion, estadio que lleva el nombre de Jenő Buzánszky, el jugador más importante en la historia del club. El equipo juega actualmente en la NB II, la tercera liga de fútbol más importante del país.

## Historia
Fue fundado en el año 1914 en la ciudad de Dorog con el nombre Dorogi Bányász y no tiene títulos importante en su historia.
En la década de los años 20 aparecieron el martillo y la cuña mineros que ha seguido siendo el motivo principal hasta el día de hoy.En 1925, se construyó un centro deportivo de última generación en el corazón de la colonia minera, donde también se planificaron canchas de tenis, atletismo y natación. Además ese mismo año el color verde y blanco con el que vestían inicialmente fue reemplazado por el actual rojo-negro.
En 1952 fue finalista de la Copa de Hungría en la que perdieron ante el Bastya mientras jugaban en la NBI, máxima categoría de fútbol de Hungría.
LLegó a competir a nivel internacional por primera vez en la temporada 1962/63 en la Copa Intertoto, donde fueron eliminados en la fase de grupos por el Padova Calcio de Italia. Además el club fue campeón de la Copa Pascua en Bélgica en lo mismo año. En el final el Dorog ganó contra Bayern Munich en Amberes.

## Palmarés
- Copa de Hungría: 0
  - finalista: 1

1952

## Participación en competiciones internacionales
| Temporada y Competición | Ronda          | Rival               | Casa | Fuera |
| ----------------------- | -------------- | ------------------- | ---- | ----- |
| Intertoto 1962/63       | Fase de Grupos | La Chaux-de-Fonds   | 4–1  | 1–0   |
| Intertoto 1962/63       | Fase de Grupos | Padova              | 3-1  | 1–0   |
| Intertoto 1962/63       | Fase de Grupos | TJ Spartak LZ Plzeň | 4–2  | 7–2   |

## Jugadores

### Jugadores destacados

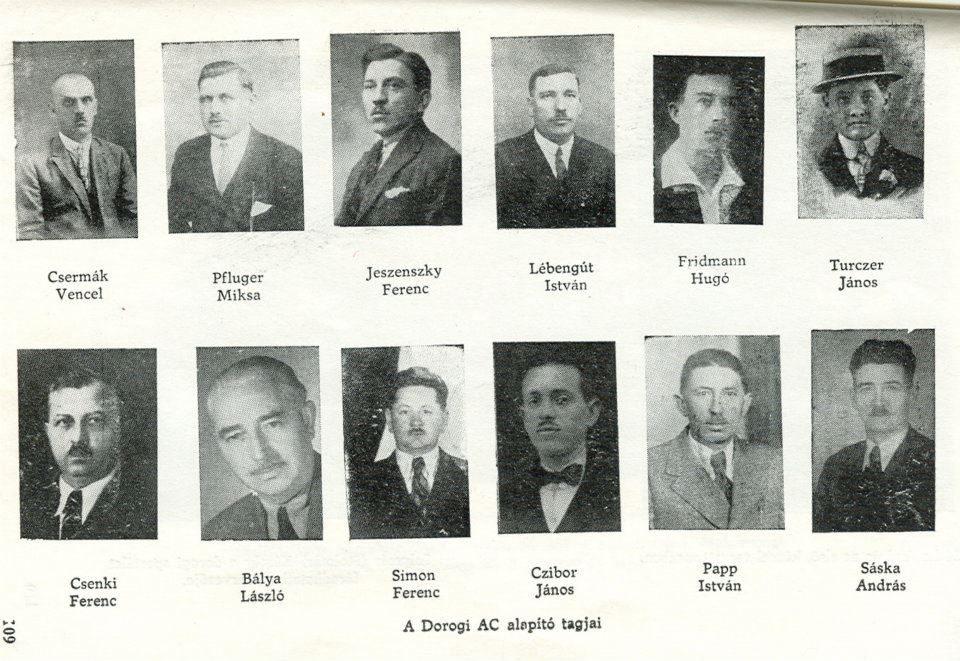
Fundadores del club en 1914

| - Gyula Grosics - Jenő Buzánszky - Ilku István - Tivadar Monostori |  | - Peter Ilku Kampfl - József Mucha - Szabó József - Zsolt Borsos |

## Entrenadores

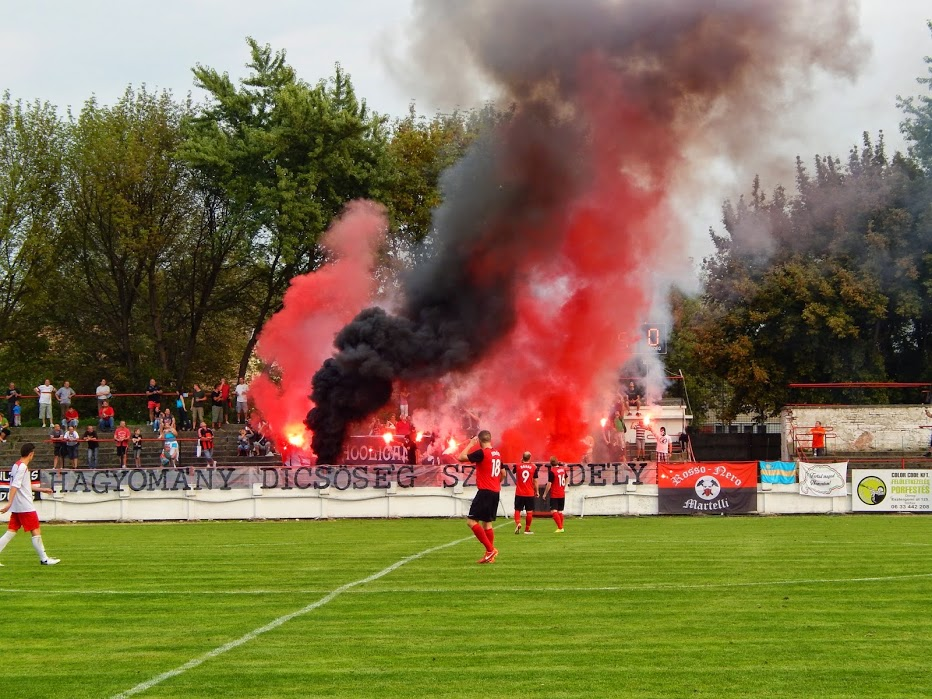
Recibimiento al equipo el día del centenario

| - Péter Szabó (1946-1947) - Lajos Wéber (1948-1949) - János Móré (1949-1950) - Jenő Kálmár (1950-1951) - Károly Sós (1952) - Rudolf Jeny (1953) - Péter Szabó (1954-1955) - Gábor Kléber (1957-1958) - György Szűcs (1958-1960) |  | - Jenő Buzánszky (1967-1969) - Tibor Ivanics (1975-1978) - István Nagy (1979-1980) - Tibor Ivanics (1982-1983) - Tibor Palicskó (1985-1987) - András Sarlós (1997-1998) - Gyula Bozai (1998) - József Duró (2009-2011) |